# 10676 Джеймссіденел
10676 Джеймссіденел (10676 Jamesmcdanell) — астероїд головного поясу, відкритий 25 червня 1979 року.
Тіссеранів параметр щодо Юпітера — 3,569.